# Prix Jean-Béraud-Molson
Le prix Jean-Béraud-Molson est un ancien prix littéraire québécois récompensant une oeuvre romanesque et qui était administré par le Cercle du livre de France. Le prix n'a pas été attribué en 1982 et a mené à la création du Fonds de secours Yves-Thériault, administré par l'Union des écrivaines et des écrivains québécois,. Après la disparition de ce prix, Molson réoriente son mécénat littéraire, notamment avec la création du prix Prix Molson du roman, issu d'une collaboration entre l'Académie des lettres du Québec, de la brasserie Molson O'Keefe et de l'UNEQ.

## Lauréats
- 1968 - Jean Nadeau - Bien vôtre
- 1969 - Guy Maheux - Guillaume D.
- 1970 - Jean-Jules Richard - Faites-leur boire le fleuve
- 1971 - Gérald Lescarbeault - À ras de terre
- 1972 - Michelle Guérin - Les Oranges d'Israël
- 1973 - Charles Soucy - Heureux ceux qui possèdent
- 1974 - Guy-Marc Fournier - L'Aube
- 1975 - Nelson Dumais - L'Embarquement pour Anticosti
- 1976 - Aucun lauréat
- 1977 - Normand Rousseau - À l'ombre des tableaux noirs[5]
- 1978 - Francis Bossus - L'Enfant et les hommes
- 1979 - Jacques Lamarche - La Saison des feuilles mortes
- 1980 - Donald Alarie - Jérôme et les mots
- 1981 - Victor-Lévy Beaulieu - Satan Belhumeur